# 第41軍 (日本軍)
第41軍（だいよんじゅういちぐん）は、大日本帝国陸軍の軍の一つ。
編成当初は振武集団（しんぶしゅうだん）という第14方面軍指揮下の第8師団を基幹とした集成集団であったが、1945年（昭和20年）3月19日に第41軍に昇格し、第14方面軍の戦闘序列に組み込まれた。
1945年（昭和20年）9月8日、司令官の横山静雄中将が、ルソン島のモンタルバンで降伏文書に調印。名実ともに活動を終えた。

## 尚武・建武・振武のルソン島防衛拠点の三分割
第14方面軍は、フィリピンのルソン島を防衛するために、ルソン島を三分割して防衛することとした。そこで北部拠点を第14方面軍（尚武集団）の直轄集団が担任することとし、クラーク拠点に建武集団、そして中南部に振武集団を編成し配備した。
なお、ルソン島防衛の最大拠点は第14方面軍直轄の尚武集団地域とされたため、ルソン島の中南部に配備された部隊の多くにも北部への転進が命ぜられた。

## 振武集団の編成経緯
振武集団の作戦地域は、ルソン島のマニラを含む中南部一帯とされた。振武集団長には、第8師団長の横山静雄中将が任命され、振武集団司令部は第8師団司令部を中核に形成された。
振武集団は1944年（昭和19年）12月17日に編成が発令され、その指揮権の発動日は1945年（昭和20年）1月1日とされた。だがこの時点で振武集団に所属することが確定していた師団は第8師団（歩兵第5連隊欠）と第105師団のみであった（第105師団にも後に北部転進が命ぜられる）。
振武集団の作戦地域は、2個師団で防衛するには広大であるため、アメリカ軍が上陸した際には、アメリカ軍との決戦を避け、主力をもってマニラ東方の山中に複郭陣地を形成して篭城しつつアメリカ軍を消耗させる長期持久策を採用することとなっていた。
振武集団の指揮権発動日になっても、第14方面軍主力のルソン島北部地域への転進の列は続いていた。このため振武集団の編成も北部転進の行方に左右され幾度か変動した。
最終的には、振武集団の基幹戦力は第8師団および第105師団の一部が確定した。これらの部隊を中核に、マニラ周辺の後方部隊、航空部隊などの兵員を加えて、マニラ東方山中に3つの集成兵団（河嶋兵団、小林兵団、野口兵団）、南部バタンガス州にひとつの集成兵団（藤兵団）を編成して防衛することとなった。マニラに残留したマニラ海軍防衛隊（海軍第31特別根拠地隊基幹）を含めて、その数、陸海軍約10万5千人といわれる。
　

## 基本情報
- 通称号：振武
- 編成発令：1944年（昭和19年）12月17日
- 指揮権発動：1945年（昭和20年）1月1日
- 第41軍編制：1945年（昭和20年）3月19日
- 最終位置：フィリピン・マニラ東方
- 上級部隊：第14方面軍（尚武集団）

## 振武集団（第41軍）の人事

### 司令官
- 横山静雄 中将（陸士24期：1944年（昭和19年）12月17日 - 終戦）

　※兼第8師団長：1942年（昭和17年）6月26日　-　1945年（昭和20年）3月19日、兼第8師団長事務取扱：1945年（昭和20年）3月19日 - 終戦

### 参謀長
- 浅野憲一郎 大佐（陸士33期）：1944年（昭和19年）12月17日 - 1945年（昭和20年）3月19日※兼第8師団参謀長
- 角健之 大佐→少将（陸士32期）：1945年（昭和20年）3月19日 - 終戦

### 参謀副長
- 浅野憲一郎 大佐：1945年（昭和20年）3月19日 - 終戦※兼第8師団参謀長

### 参謀部
- 高級参謀：小林修治郎 大佐（陸士34期：兼第14方面軍高級参謀）※第14方面軍参謀部より配属。
- 後方参謀：衣川慶太郎 中佐（陸士41期：兼第8師団後方参謀）
- 情報参謀：石川頼夫 中佐（陸士44期：兼第14方面軍情報参謀）※第14方面軍参謀部より配属。
- 情報参謀：高野諒平 少佐（陸士49期：兼第8師団情報参謀）
- 兵站参謀：菅谷義夫 中佐（陸士43期：兼第14方面軍兵站監部参謀）※第14方面軍兵站監部より配属。

### 第8師団司令部
振武集団の司令部機能は第8師団司令部に寄っているので、あえて併記する。重複するものは割愛する。
- 作戦参謀：本山一雄 中佐（陸士36期）
- 高級副官：中村寶 少佐（少候17期）
  - 副官：小野寺正治 大尉（少候20期）
  - 副官：遠藤重次郎 中尉
- 兵器部長：佐久間俊朗 大佐（陸士23期）
- 経理部長：吉松鎮 主計中佐
- 軍医部長：三崎要一 軍医少佐→軍医中佐

## 指揮下の主要部隊編成
振武集団の指揮下の部隊は、第8師団主力と第105師団の一部を中核とする。だがその構成員の多くは解体された第4航空軍やマニラにいた後方勤務要員を臨時に組み込んだものだった。その編成が雑多なため振武集団の指揮下の部隊の編成は、時期によって若干の差異があるが、昭和20年2月から3月を基準にすると概ね以下のようになる。振武集団直轄部隊以外の編成表は省略した。

### 振武集団直轄部隊
- 配備：振武台（集団司令部）周辺。
- 集団司令部ほか
  - 第8師団司令部
  - 第8師団通信隊：高橋良行 少佐（陸士53期）※電信第2連隊第3中隊の若干、第4通信本部の一部含む。
  - 第8師団制毒隊：斎藤彰一 大尉
  - 第8師団防疫給水部：三崎要一 軍医少佐→軍医中佐
  - 第8師団病馬廠：赤井哲治 獣医少佐
- 集団偵察隊
  - 捜索第8連隊：箕田治六 少佐（少候8期）
- 集団歩兵隊
  - 歩兵第31連隊：小林島司 大佐→少将（陸士26期）※第3大隊欠。
  - 歩兵第17連隊第3大隊：伊藤昌徳 大尉（陸士54期）※第11中隊欠、小銃2コ中隊と機関銃中隊。
  - 今成臨時歩兵大隊：今成巌 大尉　※歩兵第17連隊第11中隊基幹の臨編大隊、小銃3コ中隊と機関銃中隊。
  - 独立混成第26連隊：高浪金治 大佐（陸士27期）※第1、第3大隊欠。
- 集団砲兵団：瀧澤綾二郎 大佐
  - 野戦重砲兵第22連隊：瀧澤綾二郎 大佐（陸士29期）※1コ中隊欠、3コ中隊、15榴12門装備。
  - 独立重砲兵第20大隊：大井勇三 中佐（陸士41期）※1コ中隊半、15加3門装備。
  - 野砲兵第53連隊第3大隊：川北松男 少佐（陸士51期）※1コ中隊欠、2コ中隊､10榴1門、改造38野砲2門装備。
  - 野砲兵第8連隊第2中隊：平井茂 中尉 ※指揮小隊と1コ小隊、10榴2門装備。同連隊の段列要員による新設中隊。
- 集団工兵団
  - 工兵第8連隊：小原武 大佐	（陸士32期）1コ中隊欠、5コ中隊。
  - 鉄道第8連隊第2大隊：荒宣夫 少佐
  - 船舶工兵第24連隊：熊澤酒造助 少佐（陸士44期）※ラグナ湖北方に配置。
- 集団防空隊
  - マニラ高射砲隊司令部：松岡中 大佐→少将（陸士27期）	
    - 野戦高射砲第78大隊：森田優 少佐（陸士50期）
    - 野戦機関砲第51中隊：西矢定夫 中尉
    - 特設第10機関砲隊：菅孝二 中尉　※隊長を渡邊信雄 少尉とする記録もある。
- 集団後方部隊
  - 輜重兵第8連隊：河田六二郎 大佐（陸士25期）※2コ中隊半。
  - 第14方面軍野戦兵器廠マニラ支廠：山本発民 大尉　※約１千人。
  - 第78兵站病院：山田実 軍医中佐　※アンチポロにて開院。
  - 第86兵站病院　※半数欠、第78兵站病院に合流。

### 河嶋兵団
- 配備：イポ（集団右翼）
- 基幹：歩兵第82旅団司令部。
- 兵団長：河嶋修 少将（陸士27期：歩兵第82旅団長）
- 参謀：阿久津憲章 少佐（陸士49期：第105師団参謀）
- 副官：福岡浅男 中尉（歩兵第82旅団副官）

### 小林兵団
- 配備：ワワ（集団中央前衛）
- 基幹：マニラ防衛司令部。
- 兵団長：小林隆 少将→中将（陸士26期：マニラ防衛司令官）
- 参謀長：角健之 大佐（1945年（昭和20年）3月19日に第41軍参謀長に転補）
- 軍政参謀：橋本洋 中佐→大佐（陸士33期）
- 作戦参謀：岸本悟郎 少佐（陸士47期）
- 兵站参謀：大槻三郎 少佐（陸士48期）

### 野口兵団
- 配備：アンチポロ（集団左翼）
- 基幹：歩兵第81旅団。
- 兵団長：野口進 少将（陸士30期：歩兵第81旅団長）
- 参謀：星光久 少佐（陸士43期：第105師団参謀）
- 参謀：北村一郎 少佐（陸士48期：第105師団参謀）
- 副官：中村公三 中尉（特志：歩兵第81旅団副官）

### 藤兵団
- 配備：バタンガス
- 基幹：歩兵第17連隊（第8師団）。
- 兵団長：藤重正従 大佐→少将（陸士24期：歩兵第17連隊長）
- 副官：高橋甚助 中尉（歩兵第17連隊副官）

### マニラ海軍防衛隊
- 配備：マニラ（主力）、コレヒドール島（一部）
- 基幹：海軍第31特別根拠地隊。
- 司令官：岩淵三次 海軍少将（海兵43期：第31特別根拠地隊司令官）
- 副長兼高級参謀：板垣昂 海軍大佐（海兵47期）※コレヒドール島部隊を指揮。
- 先任参謀：今川福一 海軍中佐
- 作戦参謀：萱嶋浩一 海軍少佐
- 機関参謀：古川太久美 海軍少佐
- 副官：上野有造 海軍大尉

※陸軍のマニラ支隊（野口勝三大佐：陸士30期）を小林兵団より配属されていた。

### 木暮支隊
- 配備：ラモン湾、ラグナ湖畔
- 基幹：第1海上挺進基地隊本部。
- 支隊長：木暮信孝 中佐（陸士39期：第1海上挺進基地隊長）

### ビコール支隊
当初、野口兵団の前身である野口支隊の指揮下にあったが、1945年（昭和20年）3月19日に集団直轄部隊として編成される。
- 配備：ビコル半島、サマール島
- 支隊長：小野田善三郎 中佐→大佐（陸士32期：第35航空地区司令官）
- 同地区海軍指揮官：佐藤圓四郎 海軍中佐（海軍第35警備隊長）

## 第41軍戦闘序列 1945年（昭和20年）3月19日
兵団
- 第8師団

防衛司令部
- マニラ防衛司令部：小林隆 少将→中将（陸士26期）
  - 参謀長：鈴木嘉一 大佐（陸士33期）1944年10月16日 - 12月30日[2]

独立歩兵部隊（機関銃大隊を含む）
- 独立混成第26連隊：高浪金治 大佐（陸士27期）
- 独立機関銃第13大隊：増田彌作 大尉（陸士25期）
- 独立機関銃第25大隊：斎藤久 少佐（少候8期）

砲兵部隊
- 野戦重砲兵第22連隊：瀧澤綾二郎 大佐（陸士29期）
- 独立重砲兵第20大隊：大井勇三 中佐（陸士41期）
- 野砲兵第53連隊第3大隊：川北松男 少佐（陸士51期）
- 独立臼砲第21大隊：飯村信雄 少佐（陸士53期）
- 独立速射砲第23大隊：高橋吉郎兵衛 大尉
- 独立速射砲第37中隊：石原貞夫 中尉
- 中迫撃砲第4大隊：出倉利信 少佐（陸士26期）
- 中迫撃砲第5大隊：鈴木孫三郎 大尉（特志5期）
- 噴進砲第3大隊：池田元良 少佐（陸士51期）
- マニラ高射砲隊司令部：松岡中 大佐→少将（陸士27期）
- 野戦高射砲第78大隊：森田優 少佐（陸士50期）
- 野戦機関砲第51中隊：西矢定夫 中尉
- 野戦機関砲第52中隊：眞鍋修 中尉
- 特設第10機関砲隊：菅孝二 中尉　※隊長を渡邊信雄 少尉とする記録もある。

船舶兵部隊
- 船舶工兵第24連隊：熊澤酒造助 少佐（陸士44期）

兵站部隊
- 特設自動車第22中隊：溝口守夫 中尉
- 第1野戦補充司令部：原加壽男 大佐（陸士22期）
- 陸上勤務第111中隊：眞鍋晃 大尉
- 特設水上勤務第144中隊：藤村健一中尉
- 特設水上勤務第145中隊

兵站病院
- 第63兵站病院：西岡天裕 軍医中佐
- 第78兵站病院：山田実 軍医中佐
- 第86兵站病院：市川司馬太 軍医少佐
- 第141兵站病院：内藤桑三 軍医中佐

通信部隊
- 独立無線第101小隊
- 独立無線第110小隊
- 独立無線第123小隊
- 独立無線第126小隊：長友準治 中尉（陸士57期）

☆独立無線第120小隊（威12981）同軍第８師団の指揮下にあったと推測される※防衛省研究所資料室談。
1944年9月満州・林口にて臨時動員により電信第4連隊（満州第7250部隊、敗戦時は築7250部隊）から抽出して編成。　11月11日マニラ上陸後、同東方拠点で戦闘。1945年9月2日戦闘終結。
海上挺進部隊
- 第1海上挺進基地隊本部：木暮信孝 中佐（陸士39期）
- 第2海上挺進基地隊本部：堤仙雄 中佐（陸士39期）
- 第3海上挺進基地隊本部：川越尚憲 中佐（陸士38期）
- 海上挺進第5戦隊：近藤三男 大尉
- 海上挺進第6戦隊：日比野三郎 少佐（陸士53期）
- 海上挺進第7戦隊：内田旭一 大尉（陸士53期）
- 海上挺進第8戦隊：秋山軍士 大尉（陸士54期）
- 海上挺進第9戦隊：上法眞男 大尉（陸士54期）
- 海上挺進第10戦隊：菅原久一 少佐（陸士51期）
- 海上挺進第11戦隊：多田清二 少佐（陸士52期）
- 海上挺進第12戦隊：高橋功 大尉（陸士54期）
- 海上挺進第13戦隊：馬場計蔵 大尉（陸士53期）
- 海上挺進第14戦隊：江島光記 大尉（陸士54期）
- 海上挺進第15戦隊：小串修 大尉（陸士53期）
- 海上挺進第16戦隊：月井禎吉 大尉（陸士53期）
- 海上挺進第17戦隊：富田博 少佐（陸士52期）
- 海上挺進第18戦隊：若林一 大尉（陸士53期）
- 海上挺進第19戦隊：井奥定司 大尉（陸士54期）
- 海上挺進第20戦隊：住田隆 大尉（陸士54期）
- 海上挺進基地第5大隊：石原岩根 大尉（陸士38期）
- 海上挺進基地第6大隊：角谷俊一 少佐（特志12期）
- 海上挺進基地第7大隊：磯部軍治 少佐（特志）
- 海上挺進基地第8大隊：長 一二三 少佐（特志）
- 海上挺進基地第9大隊：濱崎珠璣 大尉
- 海上挺進基地第10大隊：伊藤勝八郎 少佐（少候18期）
- 海上挺進基地第11大隊：戸井半之助大尉（少候17期）
- 海上挺進基地第12大隊：立川武喜 少佐（少候18期）
- 海上挺進基地第13大隊：松田誠吉 少佐（陸士52期）
- 海上挺進基地第14大隊：古川金三 少佐
- 海上挺進基地第15大隊：中島源七 大尉（少候19期）
- 海上挺進基地第16大隊：佐澤憩 大尉（特志）
- 海上挺進基地第17大隊：上田孝信 大尉（特志）
- 海上挺進基地第18大隊：大迫亀美男 大尉（特志）
- 海上挺進基地第19大隊：熊澤藤四郎 大尉（特志8期）
- 海上挺進基地第20大隊：友永二郎 大尉（特志）

航空関連地上部隊
- 第12航空通信連隊：友野幾久治 中佐（陸士30期）
- 第9航空情報隊：花房兼丸 少佐（陸士45期）
- 第10航空情報連隊：村上實 中佐（陸士34期：昭和20年4月23日野砲兵第8連隊長代理に転出）
- 第4航空特種通信隊：下白石武雄 少佐（陸士49期）
- 第61対空無線隊：森部一男 大尉（少候19期）
- 第11航空地区司令部：伏見鎭 中佐→大佐（陸士30期）
- 第35航空地区司令部：小野田善三郎 中佐→大佐（陸士32期）
- 第86飛行場大隊：田邊幸太郎 少佐（特志）
- 第134飛行場大隊：田村徳助 少佐（少候18期）
- 第147飛行場大隊：仲村善一 少佐（特志）
- 第148飛行場大隊：川島吉郎 少佐（少候13期）
- 第149飛行場大隊：一色康雄 少佐（特志）
- 第47飛行場中隊：松井満 中尉（特志19期）
- 第22野戦飛行場設定隊：鈴木權三郎 少佐（少候11期）
- 第136野戦飛行場設定隊：小野川佐市 少佐（少候15期）
- 第137野戦飛行場設定隊：坂口佐五郎 少佐（少候16期）
- 第18船舶航空廠：野口七郎 中佐（陸士34期）